# Coelichneumon serenus
Coelichneumon serenus là một loài tò vò trong họ Ichneumonidae.